# صندوق إدجورث

مثال على صندوق إدجوورث مع الكمية الإجمالية للX تساوي 10، و y تساوي 20

صندوق إدجوورث أو صندوق إدجورث (بالإنجليزية: Edgeworth box)‏ أداة تحليلية تستخدم لدراسة سلوك عاملين اقتصاديين بناء على تفضيلات السلع والخدمات عندما يكون إنتاج هذه السلع والخدمات ثابت.

## تعريف
صندوق إدجورث أداة تحليلية تبين الترابط بين نشاطين اقتصاديين، وما ينطبق على عاملين أو نشاطين يمكن تعميمه.

نموذج إدجورث أنشأه العالم فرانسيس يزدرو أيدجورث وهو وسيلة لتمثيل التوزيعات أو التخصيصات المختلفة للموارد. طرحه في كتابه (Mathematical Psychics: An Essay on the Application of Mathematics to the Moral Sciences, 1881 الرياضيات النفسية: محاولة لتطبيق الرياضيات في العلوم الأخلاقية، 1881) وتمت تسميته باسمه.